# 80年代
| 千纪： | 1千纪                                                                        |
| 世纪： | 前1世纪 \| 1世纪 \| 2世纪                                                    |
| 年代： | 50年代 \| 60年代 \| 70年代 \| 80年代 \| 90年代 \| 100年代 \| 110年代         |
| 年份： | 80年 \| 81年 \| 82年 \| 83年 \| 84年 \| 85年 \| 86年 \| 87年 \| 88年 \| 89年 |

## 大事记
- 80年，班超上平西域書，東漢派遣假司馬徐幹率千餘人增援。
- 81年，羅馬帝國皇帝提圖斯卒。弟图密善嗣位。
- 82年，太子劉慶廢為清河王，其母宋貴人自殺。汉章帝立劉肇為太子。
- 83年，竇皇后誣太子劉肇生母梁貴人父梁竦惡逆，梁竦死於獄中，梁貴人憂死。班超為西域將兵長史。
- 84年，疏勒王忠叛，班超另立成大為王。
- 85年，南匈奴湖邪尸逐侯鞮單于卒，伊屠於閭鞮單于嗣位。南匈奴於涿邪山（蒙古南境巴彥溫都爾山）大敗北匈奴。
- 86年，隴西郡（甘肅臨洮）太守張紆讨平迷當羌。班超誘斬疏勒前王忠。
- 87年，鮮卑攻北匈奴，斬優留單于。班超發于寘諸國兵攻莎車。龜茲救莎車，大敗龜茲兵。莎車降。護羌校尉傅育被迷吾伏殺。繼任護羌校尉張紆毒杀迷吾，迷吾子迷唐再叛，張紆不能制。
- 88年，漢章帝劉炟卒，子漢和帝劉肇嗣位。竇太后臨朝，其兄竇憲專政，鄧訓代張紆為護羌校尉。南匈奴伊屠於閭鞮單于卒，弟休蘭尸逐侯鞮單于嗣位。
- 89年，大將軍竇憲出朔方，於稽落山（蒙古古爾班察汗山）大破北匈奴軍，登燕然山（蒙古中部杭愛山），中護軍班固刻石紀功。